# Зандау (Эльба)
Зандау (нем. Sandau) — город в Германии, в земле Саксония-Анхальт.
Входит в состав района Штендаль. Подчиняется управлению Эльбе-Хафель-Ланд. Население составляет 948 человек (на 31 декабря 2010 года). Занимает площадь 18,58 км². Официальный код — 15 3 63 095.